# Marco Armani
Marco Armani, nom de scène de Marcantonio Armenise (né le 14 juin 1961 à Bari) est un chanteur et musicien italien.